# 1869 en Belgique
Chronologie de la Belgique
- 1865
- 1866
- 1867
- 1868
- 1869
- 1870
- 1871
- 1872
- 1873

Cette page recense des événements qui se sont produits durant l'année 1869 en Belgique.

## Culture

### Architecture

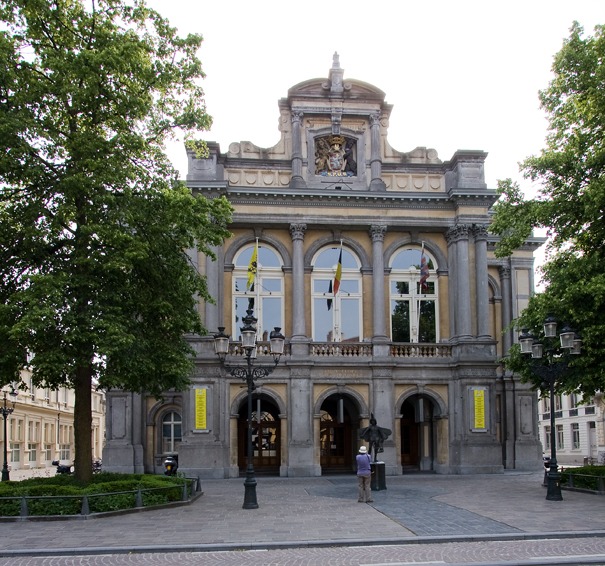
Théâtre de Bruges

### Arts
- Le sculpteur Gaston Marchant remporte le premier prix de Rome belge[1].
- 29 juillet - 27 octobre : ouverture du Salon de Bruxelles de 1869[2].

## Naissances

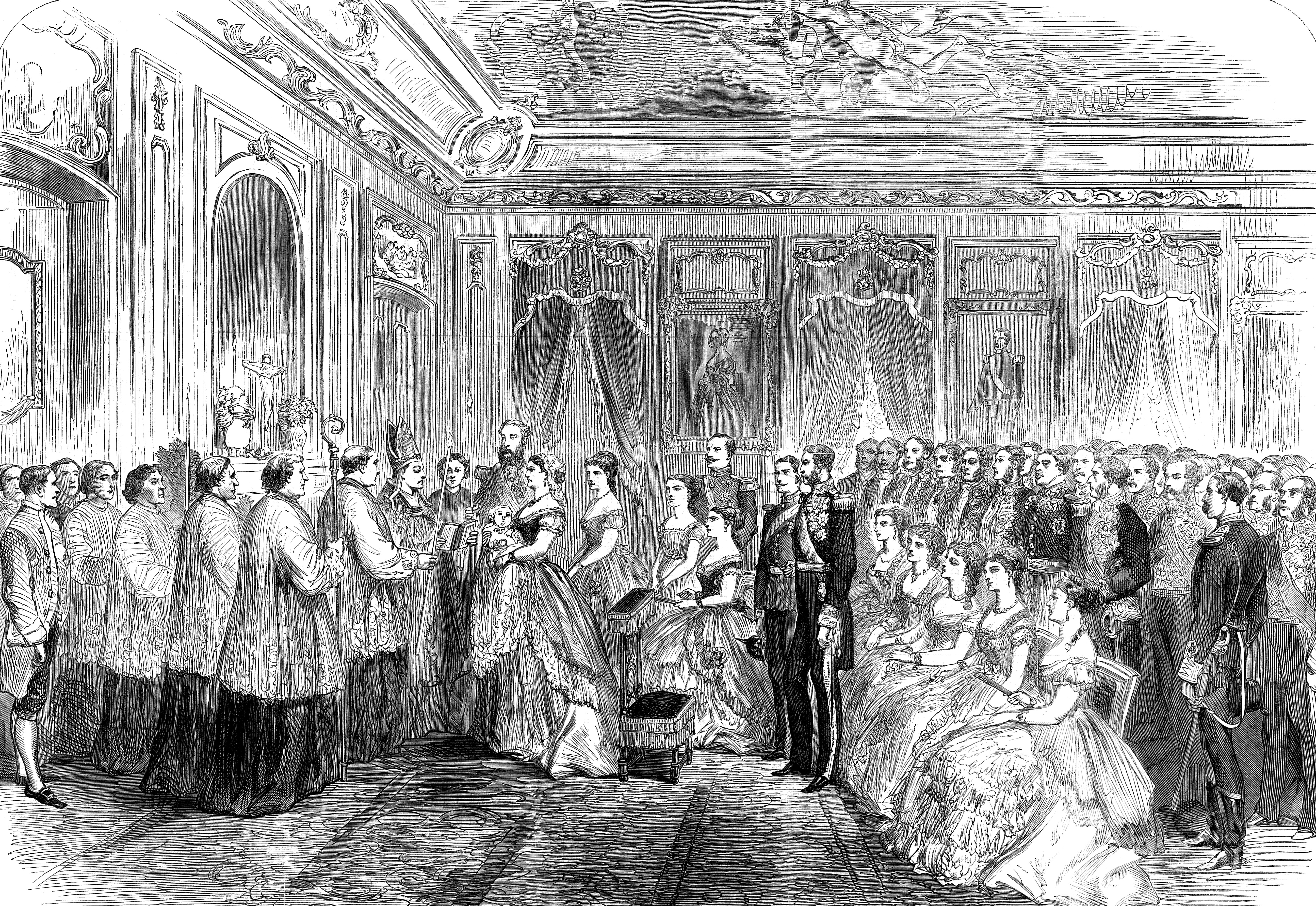
Baptême du prince Baudouin de Belgique, le 26 juin 1869 (The Illustrated London News).

- 3 juin : prince Baudouin de Belgique, neveu du roi Léopold II.